# 赫伯斯翼龍屬
赫伯斯翼龍屬（學名：Herbstosaurus）是翼龍目的一屬，赫伯斯翼龍生活於侏羅紀晚期的阿根廷。至今为止唯一已知的化石来自于阿根廷内乌肯省的提通階地層。
牠最初被認為是似美頜龍的小型虛骨龍類恐龍。模式種是小赫伯斯翼龍，是於1974年被描述、命名的。至今为止只有一具化石被发现，它主要由骨盆部分和大腿的骨头组成。起初它被当作是獸腳亞目的一种。它可能是最早在南半球被发现的翼龙類。

## 發現與命名
在1969年，阿根廷古生物學家拉菲爾·赫伯斯（Rafael Herbst）在阿根廷巴塔哥尼亞內烏肯省發現一個小型爬行動物化石，關節脫落、分散位於一個砂岩石塊上。他當時估計這個地層的年代約1億6300萬年前，相當於侏羅紀中期。
在1974年，阿根廷古生物學家Rodolfo Magín Casamiquela將這個化石進行敘述、命名，模式種是小赫伯斯翼龍（H. pigmaeus）。屬名意為「赫伯斯的蜥蜴」，以發現化石的拉菲爾·赫伯斯為名；種名在拉丁文意為「侏儒」。Rodolfo Magín Casamiquela命名這個新物種時，認為牠們是種小型虛骨龍類恐龍，類似美頜龍，並將新物種歸類於虛骨龍科，當時被認為是最小型的恐龍之一。

## 特徵
正模標本（編號CTES-PZ-1711）是目前的唯一化石，包含：薦骨、骨盆、左右股骨，曾遭到上方岩層嚴重擠壓成扁平狀。被发现的化石的大腿骨长9.15厘米，它的翼展估计为1.5米。骶骨由五至六枚脊椎骨组成，这个特征在翼手龍亞目中很常见，在早期的翼龙中则很少见。

## 分類爭議
Rodolfo Magín Casamiquela命名這個新物種時，提到牠們的腸骨相當長、坐骨短，這點非常特殊。在1978年，約翰·奧斯特倫姆（John Ostrom）重新研究美頜龍時，認為這個阿根廷奇特爬行動物的獨特骨盆結構，代表牠們屬於翼龍類，而非恐龍。之後，相同挖掘地點發現的破碎翼龍類化石，包含翼部骨頭在內，都編入於赫伯斯翼龍。
赫伯斯翼龍的亲属关系有争议，目前難以確定赫伯斯翼龍的種系發生學位置，相關研究無法達成共識。在1978年，奥斯特罗姆首先确认赫伯斯翼龍属于翼龙類。在1981年，彼得·加爾東（Peter Galton）將赫伯斯翼龍歸類於翼手龍亞目。在1988年，羅伯特·卡羅爾（Robert L. Carroll）在他的古脊椎動物科普書籍，將赫伯斯翼龍歸類於翼手龍科。在1991年，彼得·沃爾赫費爾（Peter Wellnhofer）根據骨盆結構，提出赫伯斯翼龍不是翼手龍亞目，而是更原始的喙嘴翼龍亞目。在1996年，大衛·安文（David Unwin）提出赫伯斯翼龍是準噶爾翼龍超科的原始物種。在2007年，佐蘭·加斯帕里尼（Zulma Gasparini）等人則質疑赫伯斯翼龍是否屬於準噶爾翼龍超科。

## 地質年代
赫伯斯翼龍的化石來自於Vaca Muerta組地層，最初被当作是侏罗纪中期的，曾被認為是生存年代最早的翼手龍亞目之一，因而引起古生物學界的關注。稍晚研究根據同一岩层里发现的菊石目標準化石，证明这个岩层的地質年代應該屬於侏羅紀晚期的提通階，地質年代比较近期。

## 外部連結
- https://web.archive.org/web/20070930163830/http://www.pterosaur.co.uk/species/UJP/unclass/Herbstosaurus.htm